# أحمد كورت باشا
أحمد كورت باشا كان باشا ألبانيًا ومؤسس وأول حاكم لباشاليك بيرات ، وهي منطقة شبه مستقلة داخل الإمبراطورية العثمانية . و يعتقد انه من المحتمل انحداره من عائلة موزاكا ، التي أسست سيادة بيرات في أواخر العصور الوسطى.

## سيرته الذاتية
بدأ كورت أحمد باشا مسيرته الرسمية في الإدارة العثمانية ضمن البوابة السامية، حيث خدم في منصب سانجياكو دي أفلونا، وهو منصب عسكري وإداري مهم ضمن النظام العثماني. في عام 1774م، شارك أحمد كورت باشا بدور فاعل في دعم القوات الموالية للإمبراطورية العثمانية ضد محمد بوشاتي باشا دي سكوتاري، الذي كان يحاول توسيع نفوذه في منطقة البلقان.  فأسس بذلك باشاليك بيرات. ومقابل خدماته، منحه السلطان أراضٍ في وسط ألبانيا. بعدها، قام بدمج كل الباشاليه في وسط ألبانيا، التي يحدها باشاليك سكوتاري من الشمال وباشاليك يانينا من الجنوب، وحكمها حتى وفاته في عام 1787م.
خلال فترة عمله، لعب دورًا رئيسيًا في تثبيت السيطرة العثمانية في المناطق المتنازع عليها، وبرز كقائد ميداني ذو كفاءة عسكرية عالية، مما أكسبه لقب "باشا". كان أحمد كورت باشا معروفًا بقدرته على إدارة العلاقات القبلية في المناطق التي كان يحكمها، مستخدمًا مزيجًا من القوة الدبلوماسية والعسكرية للحفاظ على الاستقرار.
كان أحمد كورت باشا جزءًا من النظام الإداري والعسكري الذي ساعد في تعزيز السيطرة العثمانية في البلقان وأجزاء أخرى من الإمبراطورية. دعم الحملات العسكرية التي هدفت إلى قمع التمردات وتثبيت حكم السلطان العثماني. تعاون مع عدة ولاة عثمانيين في إدارة المناطق الحدودية مثل أفلونا (في ألبانيا الحديثة). لعب دورًا مهمًا في تطوير البنية العسكرية للمنطقة، من خلال إعادة تنظيم القوات المحلية وفرض النظام. سعى لتقوية التحالفات مع القبائل المحلية لضمان ولائهم للحكم العثماني، ما ساعد في استقرار الأوضاع على المدى الطويل.

## وفاته
توفي أحمد كورت باشا في أواخر القرن الثامن عشر، بعد أن ترك إرثًا عسكريًا وإداريًا مؤثرًا في المناطق التي خدم فيها.